# تیتوم (کارولینای جنوبی)
تیتوم(به انگلیسی: Tatum) شهری در ایالت کارولینای جنوبی کشور ایالات متحده آمریکا است که جمعیت آن در سرشماری سال ۲۰۱۰ میلادی، ۷۵ نفر بوده‌است.